# Sentier de grande randonnée 12
Le sentier de grande randonnée 12 (GR 12) relie Amsterdam (Pays-Bas) à Paris (France) en passant par la Belgique.

## Tracé

### En Belgique
Provinces traversées :
- la province d'Anvers
- la province du Brabant flamand
- la Région de Bruxelles-Capitale
- la province du Brabant wallon
- la province de Hainaut
- la province de Namur.

### En France
Départements traversés :
- les Ardennes
- l'Aisne
- l'Oise
- le Val-d'Oise

### Villes traversées
Le sentier passe par :
- Anvers (Antwerpen)
- Lier
- Malines (Mechelen)
- Grimbergen
- Bruxelles (Brussel)
- Beersel
- Ittre
- Feluy
- Manage
- Anderlues
- Jamioulx
- Walcourt
- Philippeville
- Dourbes
- Rocroi
- Remilly-les-Pothées
- Signy-l'Abbaye
- Wasigny
- Sery
- Saint-Fergeux
- Amifontaine
- Sainte-Croix
- Vic-sur-Aisne
- Pierrefonds
- Verberie
- Avilly-Saint-Léonard
- Luzarches
- Saint-Denis
- Paris